# Elasmopus nkjaf
Elasmopus nkjaf is een vlokreeftensoort uit de familie van de Maeridae. De wetenschappelijke naam van de soort is voor het eerst geldig gepubliceerd in 2019 door Nakamura, Nakano, Ota en Tomikawa.